# 1977年4月18日日食
1977年4月18日日食是一次日環食，發生於1977年4月18日。新月當天（即朔日），地球上觀測到月球和太阳的角距離極小，此時月球如果恰好在月球交點附近，穿過太阳和地球之間，與地球、太阳接近一直線，則會出現日食。月球穿過太阳和地球之間，但距地球較遠，本影未能接觸地表，而使偽本影覆蓋的區域內看到月球的角直徑小於太陽，就形成日環食，同時在偽本影兩側數千公里的半影範圍內形成日偏食。此次日環食經過了西南非洲、安哥拉、赞比亚、薩伊、坦桑尼亚、塞舌尔、英屬印度洋領地，日偏食則覆蓋了撒哈拉以南非洲的大部分、亚洲西南部及周邊部分地區。

## 日食概況

### 出現區域
大西洋西南部位於巴西、南乔治亚和南桑威奇群岛、特里斯坦-达库尼亚之間的洋面在日出時最先看到日全食，此後月球偽本影向東北移動，在南非共和國統治下的西南非洲（今纳米比亚）登上非洲大陸，經過了安哥拉、赞比亚，在薩伊沙巴省（今屬刚果民主共和国加丹加省）東南部達到最大食分。此後偽本影再次穿過赞比亚，經過马拉维後從坦桑尼亚離開非洲大陸，進入印度洋，逐漸轉為向東移動，又經過了塞舌尔、英屬印度洋領地的部分島嶼後，在日落時分結束於迪戈加西亚岛以東約1200公里處的洋面。其中，環食帶共覆蓋了兩個首都——坦桑尼亚达累斯萨拉姆和塞舌尔維多利亞港。
偽本影經過的陸地包括：
- （今纳米比亚）：庫內內區東南半部、埃龍戈區西北部、奧穆薩蒂區南部、奧喬宗朱帕區西北部、奧沙納區南半部、奧希科托區除西北部外的大部、奧漢圭納區東部、奧卡萬戈區西北半部；
- 安哥拉人民共和国：自西南向東北斜貫庫安多古班哥省中部偏南後經過了莫希科省南部；
- 尚比亞：第一次入境自西南向東北斜貫西方省北部和西北省中東部，又擦過中央省西部和西北部兩個角，覆蓋了铜带省西北半部，第二次入境覆蓋了盧阿普拉省南半部，擦過中央省東北角，又斜貫北方省中部偏北，並經過东方省北部；
- （今刚果民主共和国）：自西南向東北斜貫沙巴省東南部（今屬加丹加省），並在其境內達到最大食分；
- 马拉维：經過北部区的奇蒂帕縣除南部外的大部和卡龍加縣中北部；
- 坦桑尼亚：魯夸區最南端、姆貝亞區東南半部、伊林加區除南北兩端外的大部、魯伍馬區北端、多多馬區東南角、莫罗戈罗区除南北兩端外的大部、林迪區西北部、濱海區除北部外的大部、达累斯萨拉姆区、尚吉巴城市西區除極西北角外的絕大部分、尚吉巴北區南側、尚吉巴南區；
- 塞舌尔：普瓦夫爾群島及全國位於其以北諸島（除伯德島和丹尼斯島外）；
- 英屬印度洋領地全境。[3][4]

除了上述狹窄的環食帶內能看到日環食之外，月球半影覆蓋範圍內都能看到日偏食，包括巴西東部、南乔治亚和南桑威奇群岛、西非东南部、中部非洲除乍得西北部外的绝大部分、东非、南部非洲、阿拉伯半岛中南部、伊朗南部、南亚中南部、缅甸西南部、泰国西南角、印尼蘇門答臘西北部，及南极洲靠近非洲的一角。

### 基本參數
- 類型：日環食
- 食甚中心處（位於薩伊沙巴省東南部）資料：
  - 時間：1977年4月18日10:30:42.0
  - 地點：11°56.8′S 28°16.7′E / 11.9467°S 28.2783°E
  - 食分：0.9449（環食帶內最大）
  - 日環食持續時間：7分4.2秒

## 相關的日食

### 1975-1978年的日食
月球交替位於相對的月球交點時，以半個交點年（食年），即約177天又4小時間隔出現下列日食。
| 降交點   | 降交點                   |          | 升交點                   | 升交點 |
| 沙羅周期 | 地圖                     | 沙羅周期 | 地圖                     |        |
| 118      | 1975年5月11日 偏食（北） | 123      | 1975年11月3日 偏食（南） |        |
| 128      | 1976年4月29日 環食       | 133      | 1976年10月23日 全食      |        |
| 138      | 1977年4月18日 環食       | 143      | 1977年10月12日 全食      |        |
| 148      | 1978年4月7日 偏食（南）  | 153      | 1978年10月2日 偏食（北） |        |

### 沙羅周期
沙羅周期長度為18年11天。本次日食屬於沙羅周期138，共包含70次日食，依次為1472年6月6日至1580年8月10日的7次日偏食、1598年8月31日至2482年2月18日的50次日環食、2500年3月1日的1次全環食（亦稱混合食）、2518年3月12日至2554年4月3日的3次日全食、2572年4月13日至2716年7月11日的9次日偏食，總共歷時1244.08年。其中最長的全食發生於2554年4月3日，共持續56秒。
下表列舉了1901年至2100年間發生的屬於該周期的日食，是第25至35次：
| 25            | 26            | 27            |
| ------------- | ------------- | ------------- |
| 1905年3月6日  | 1923年3月17日 | 1941年3月27日 |
| 28            | 29            | 30            |
| 1959年4月8日  | 1977年4月18日 | 1995年4月29日 |
| 31            | 32            | 33            |
| 2013年5月10日 | 2031年5月21日 | 2049年5月31日 |
| 34            | 35            |               |
| 2067年6月11日 | 2085年6月22日 |               |

## 資料來源
1. ↑  樊忠玉. . 中国天文科普网.   [2016-03-14]. （原始内容存档于2014-09-17）.
2. 1 2  Fred Espenak. . NASA Eclipse Web Site.   [2016-03-14]. （原始内容存档于2020-10-20）.（英文）
3. ↑  Fred Espenak. . NASA Eclipse Web Site.   [2016-03-08]. （原始内容存档于2020-10-23）.（英文）
4. ↑  Xavier M. Jubier. .   [2016-03-14]. （原始内容存档于2019-01-11）.（法文）（英文）
5. ↑  Fred Espenak. . NASA Eclipse Web Site.   [2016-03-14]. （原始内容存档于2008-08-29）.（英文）
6. ↑  Fred Espenak. . NASA Eclipse Web Site.（英文）

## 外部連結
- NASA日食專頁（页面存档备份，存于）（英文）
- 可見區域圖和時間統計：由弗雷德·埃斯佩纳克做出的日食預報，NASA/GSFC
  - Google互動地圖呈現的日食範圍
  - 貝塞爾元素
- Google地圖顯示的日環食和日偏食範圍（页面存档备份，存于）（法文）（英文）

| \| \| 日食 \|                              |                              |                                            |
| 上一次日食： 1976年10月23日日食 （日全食） | 1977年4月18日日食 （日環食） | 下一次日食： 1977年10月12日日食 （日全食） |
| 上一次日環食： 1976年4月29日日食           | 1977年4月18日日食 （日環食） | 下一次日環食： 1979年8月22日日食           |
|                                            | 日食                         |                                            |